# Giovan Vettorio Soderini

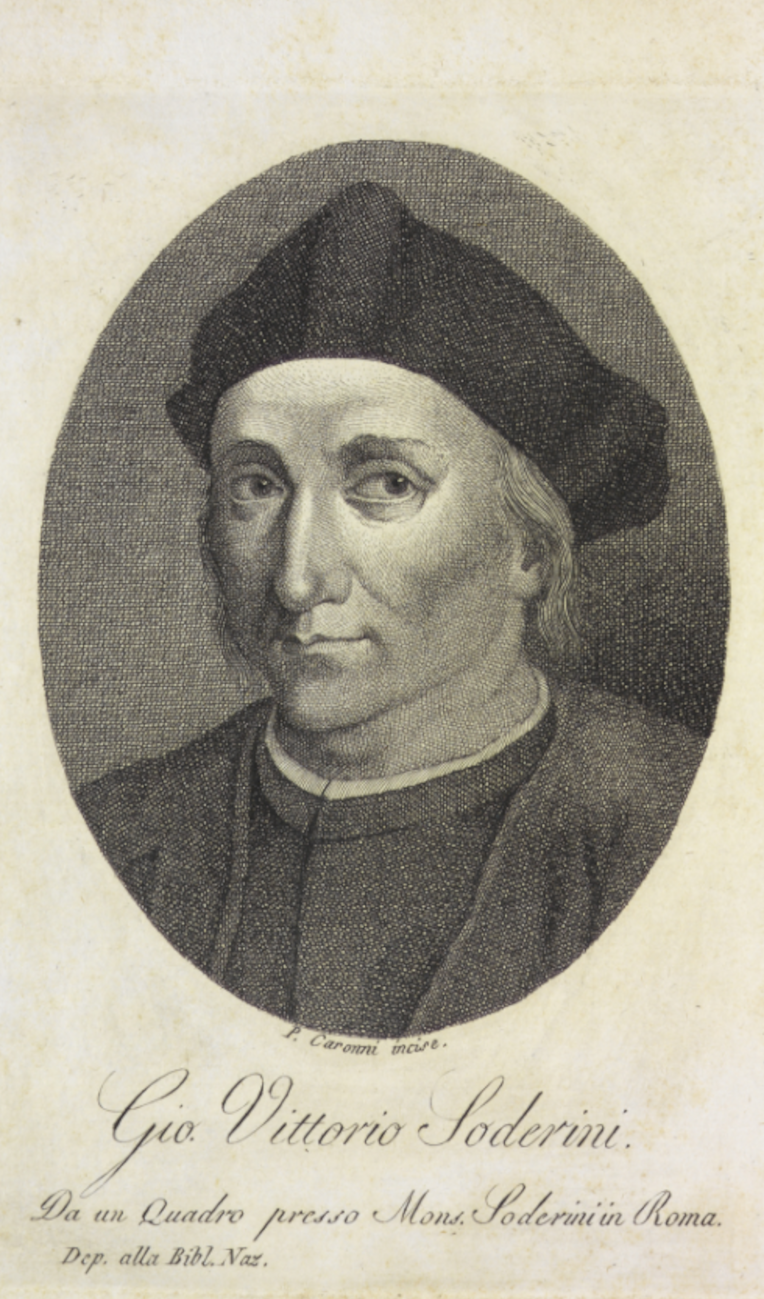
Ritratto di Giovanni Vittorio Soderini, incisione su rame di Paolo Caronni

Giovanni Vettorio Soderini (Firenze, 6 marzo 1527 – Volterra, 3 marzo 1597) è stato un agronomo italiano.

## Biografia
Figlio di Tommaso di Giovan Vettorio Soderini e di Caterina del marchese Lorenzo Malaspina, nacque in una famiglia che aveva dato un "gonfaloniere a vita" alla repubblica, Pier Soderini, e un cardinale, Francesco, alla Chiesa.
Fu mandato a studiare all'Università di Bologna, dove apprese filosofia e diritto, nonché i primi rudimenti della botanica; al ritorno in Toscana, nel 1544, fu ammesso all'Accademia fiorentina, e coltivò negli anni successivi i suoi interessi poetici, architettonici, e naturalistici.
Alla morte del padre, nel 1561, ereditò una villa presso l'antico monastero di San Salvi, di cui fece il proprio laboratorio per lo studio delle essenze vegetali.
Nel 1587, in una lettera indirizzata a un nipote, accusò velatamente il granduca Ferdinando I de' Medici di aver disposto l'avvelenamento del fratello Francesco e della di lui moglie Bianca Cappello; giunta la missiva all'attenzione del sovrano, il 10 gennaio 1589 Soderini fu condannato dal Consiglio degli Otto alla morte per decapitazione - pena commutata dapprima, il 4 aprile successivo, col carcere a Volterra, e nel luglio 1592 con l'esilio a vita nella vicina Cedri, dove Soderini alleviò la noia dell'esilio studiando l'agricoltura e scrivendo su questa scienza opere notevoli.
Ivi morì nel 1597; nel 1561 aveva sposato Maria di Leone di Filippo Nerli, assassinata dal nipote Antonfrancesco Soderini con un colpo di archibugio il 18 ottobre 1582. Da lei ebbe tre figli: Pier Tommaso (1562-1611; sposato nel 1595 con Caterina di Filippo Carnesecchi e morto senza eredi); Giovan Vettorio (morto in tenera età) e Anna (morta il 17 agosto 1578).

## Trattato della coltivazione delle viti, e del frutto che se ne può cavare
Il Trattato della coltivazione delle viti, e del frutto che se ne puô cavare (edito a Firenze da Filippo Giunti, 1600, in-4°) è un trattato di viticoltura, dedicato dall'editore a Luigi Alamanni, senza dubbio il figlio omonimo del famoso poeta autore de La coltivazione.
Apparve per la prima volta accompagnato da un altro trattato sul medesimo soggetto, di Bernardo Davanzati, e dall'Apologia del popone, di Leonardo Giacchini. L'opera di Soderini fu in seguito ristampata separatamente da Manni, Firenze, 1734, in-4°, con qualche aggiunta sulla vita dell'autore.
Il trattato, che gli accademici della Crusca hanno inserito nel novero dei testi di lingua, contiene numerosi precetti, sui vigneti e sull'arte della fabbricazione e conservazioni dei vini, che l'esperienza successiva nel campo della viticoltura e dell'enologia non hanno mai smentito.
Soderini era certo della grande importanza degli astri e della loro posizione in merito alla viticoltura: per esempio, consigliava di vendemmiare con la luna calante in uno specifico segno, perché se si raccoglieva meno vino si era almeno certi della sua qualità e conservazione.

## Altre opere
- Breve descrizione della pompa funerale fatta nell'esequie del gran duca Francesco Medici, ibid., 1587, in-4°;
- Trattato di agricoltura, ibid., 1811, in-4°;
- Della cultura degli orti e giardini, ibid, 1814, in-4°;
- Trattato degli alberi, ibid., 1817, in-4°.